# Tyler Pasher
Tyler Pasher (Elmira, 27 aprile 1994) è un calciatore canadese, attaccante del Birmingham Legion.

## Caratteristiche tecniche
È un centravanti.

## Carriera

### Club
Cresciuto nel settore giovanile del Newcastle Utd, nel 2010 fa ritorno in patria al Toronto FC dove milita nelle giovanili fino al 2012; nel 2013 fa ritorno in Europa firmando con i finlandesi del Kemi City dove realizza 11 reti in 22 incontri in Kakkonen.
L'anno seguente si trasferisce negli Stati Uniti dove gioca nelle serie inferiori con le maglie di Lansing Utd, Pittsburgh Riverhounds e Swope P.R., squadra affiliata allo Sporting K.C.. Proprio con quest'ultima squadra nel 2017 firma un contratto professionistico ed il 21 maggio debutta in MLS  giocando il match perso 2-0 contro il Vancouver Whitecaps.
Nel 2018 scende nuovamente di categoria accasandosi all'Indy Eleven in USL Championship dove realizza 24 reti in 60 partite nell'arco di tre stagioni; nel 2021 viene acquistato dallo Houston Dynamo.

### Nazionale
Nel 2021 viene convocato dalla nazionale canadese in vista della CONCACAF Gold Cup 2021; debutta il 16 luglio subentrando nella ripresa dell'incontro vinto 4-1 contro Haiti.

## Statistiche
Statistiche aggiornate al 5 giugno 2021.

### Cronologia presenze e reti in nazionale
| Cronologia completa delle presenze e delle reti in nazionale ― Canada | Cronologia completa delle presenze e delle reti in nazionale ― Canada | Cronologia completa delle presenze e delle reti in nazionale ― Canada | Cronologia completa delle presenze e delle reti in nazionale ― Canada | Cronologia completa delle presenze e delle reti in nazionale ― Canada | Cronologia completa delle presenze e delle reti in nazionale ― Canada | Cronologia completa delle presenze e delle reti in nazionale ― Canada | Cronologia completa delle presenze e delle reti in nazionale ― Canada |
| Data                                                                  | Città                                                                 | In casa                                                               | Risultato                                                             | Ospiti                                                                | Competizione                                                          | Reti                                                                  | Note                                                                  |
| --------------------------------------------------------------------- | --------------------------------------------------------------------- | --------------------------------------------------------------------- | --------------------------------------------------------------------- | --------------------------------------------------------------------- | --------------------------------------------------------------------- | --------------------------------------------------------------------- | --------------------------------------------------------------------- |
| 16-7-2021                                                             | Kansas City                                                           | Haiti                                                                 | 1 – 4                                                                 | Canada                                                                | Gold Cup 2021 - 1º turno                                              | -                                                                     | 77’                                                                   |
| 18-7-2021                                                             | Kansas City                                                           | Stati Uniti                                                           | 1 – 0                                                                 | Canada                                                                | Gold Cup 2021 - 1º turno                                              | -                                                                     |                                                                       |
| Totale                                                                |                                                                       | Presenze                                                              | 2                                                                     |                                                                       | Reti                                                                  | 0                                                                     |                                                                       |